# Krugovi
Krugovi é um filme de drama sérvio de 2013 dirigido e escrito por Srdan Golubović. Foi selecionado como representante da Sérvia à edição do Oscar 2014, organizada pela Academia de Artes e Ciências Cinematográficas.

## Elenco
- Aleksandar Berček - Ranko
- Leon Lučev - Haris
- Nebojša Glogovac - Nebojša
- Nikola Rakočević - Bogdan
- Hristina Popović - Nada
- Boris Isaković - Todor
- Vuk Kostić - Marko